# الأولاد
الأولاد، محليا الاولاد، هي قرية في إقليم سطات ضمن جهة الدار البيضاء سطات بالغرب المغربي. كان مجموع عدد سكان الجماعة الحضرية الأولاد 5,025 نسمة (إحصاء 2004).